# Soutr Nkom
Soutr Nkom är ett distrikt i Kambodja.   Det ligger i provinsen Siem Reap, i den centrala delen av landet, 200 km norr om huvudstaden Phnom Penh.